# منلائوس ۱۶۴۷

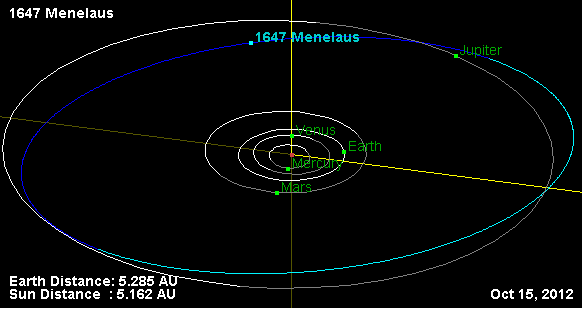
نمایی از محل قرارگیری سیارک منلائوس ۱۶۴۷ در مدار – ۲۰۱۲

سیارک ۱۶۴۷ (به انگلیسی: 1647 Menelaus، نامگذاری:1957MK) هزار و ششصد و چهل و هفتمین سیارک کشف شده‌است که در ۲۳ ژوئن ۱۹۵۷ کشف شد.
قدر مطلق سیارک برابر ۱۰٫۳۰ است.